# 大手前短期大学
大手前短期大学（おおてまえたんきだいがく、英語: Otemae College）は、兵庫県西宮市御茶家所町6-42に本部を置く日本の私立大学。1946年創立、1951年大学設置。大学の略称は大手前。

## 概観

### 大学全体
- 兵庫県西宮市に所在する日本の私立短期大学で、設置主体は学校法人大手前学園[3]。
- 1951年に大阪市東区（現中央区）大手前にて大手前女子短期大学として開学[4]。当初は、1学科で平成に入ってから学科増設により2学科となるが、2000年度より再編により再び1学科となる。2020年度には歯科衛生学科の設置し2学科となり、2023年度より医療事務総合学科の増設により3学科体制となる。

### 教育および研究
- 大手前短期大学にはライフデザイン総合学科が設置されており、「ファッションビジネス」・「ファッションクリエイト系」・「住環境」・「アート&デザイン」・「情報&ネットワーク」・「ビジネス実務」・「コミュニケーション」・「食文化」・「福祉」・「製菓マネジメント」の各系統科目から自由に科目を選択できるようなシステムとなっている。
- 「LEO[注 2] 英語特別講座」を正規のカリキュラムの一部として開講している。

### 学風および特色
- 大手前短期大学には学生の一大イベントとしてファッションショーがある。
- 「近畿・大阪私立短期大学英語スピーチコンテスト」で上位成績を修めている。

## 沿革
- 1946年
  - 大手前文化学院が創設される。
- 1949年
  - 10月 文部省[注釈 1]に短期大学[注 3]の設置認可に関する申請を行う[注 4]。なお、学科・専攻は以下の通りとなっている[注 5]。
    - 家庭生活学科 入学定員80名
- 1950年
  - 3月 設置不認可となり、申請を取り下げる。
  - 10月 文部省[注釈 1]に短期大学の設置認可に関する再申請を行う[注 6]
- 1951年　 
  - 2月22日 学校法人が成立する[11]。
  - 3月7日 左記を以て文部省[注 7]より短期大学の設置が認可される[注 8]。
  - 4月1日 大手前女子短期大学（おおてまえじょしたんきだいがく）が以下の学科体制にて開学[13]。
    - 服飾科 入学定員50名
- 1954年
  - 5月1日 学生数[14]/定員
    - 服飾科 175[注釈 2]/100
- 1969年
  - 4月1日 服飾科を服飾学科に改称[注 9]
- 1985年
  - 5月1日 学生数[16]/定員
    - 服飾学科 915[注釈 2]/100
- 1986年
  - 4月1日 キャンパスを兵庫県伊丹市稲野町に移転し、服飾学科の入学定員を50→300に増員[注 10]。
  - 5月1日 学生数[22]/定員
    - 服飾学科 705[注釈 2]/350
- 1987年
  - 5月1日 学生数[23]/定員
    - 服飾学科 746[注釈 2]/600
- 1989年
  - 4月1日 以下の学科を増設する[注 11]。
    - 秘書科 入学定員80名[注 12]

  - 5月1日 学生数[28]/定員
    - 服飾学科 751[注釈 2]/600
    - 秘書科 102[注釈 2]/80
- 1990年
  - 5月1日 学生数[29]/定員
    - 服飾学科 803[注釈 2]/600
    - 秘書科 216[注釈 2]/160
- 1991年
  - 4月1日 以下、学科名の改称及び入学定員増あり[注 13]。
    - 服飾学科→生活文化学科[34] 300→450
    - 秘書科 80→160

  - 5月1日 学生数[35]/定員
    - 生活文化学科 540[注釈 2]/450
      - 服飾学科 424[注釈 2]/300

    - 秘書科 295[注釈 2]/240
- 1992年
  - 5月1日 学生数[注 14]/定員
    - 生活文化学科 1,146[注釈 2]/900
    - 秘書科 383[注釈 2]/320
- 1997年
  - 4月1日 以下、学科の入学定員について増減あり[38]。
    - 生活文化学科 450→370
    - 秘書科 160→240

  - 5月1日 学生数[39]/定員
    - 生活文化学科 891[注釈 2]/820
    - 秘書科 375[注釈 2]/400
- 1998年
  - 5月1日 学生数[40]/定員
    - 生活文化学科 719[注釈 2]/740
    - 秘書科 418[注釈 2]/480
- 1999年
  - 4月1日 以下の学科については、この年度で学生募集を最終とする[注 15]。
    - 秘書科[注 16]

  - 5月1日 学生数[42]/定員
    - 生活文化学科 578[注釈 2]/740
    - 秘書科 419[注釈 2]/320
- 2000年
  - 4月1日 生活文化学科の入学定員を370→355に減員[43]。昨年度の資料[44]及び本年度のそれ[45][46]も其々参照のこと。
- 2001年
  - 4月1日 生活文化学科の入学定員を355→340に減員[注 17]。
- 2002年
  - 4月1日 生活文化学科の入学定員を340→325に減員[注 18]。
- 2003年
  - 4月1日 生活文化学科の入学定員を325→310に減員[注 19]。
- 2004年
  - 4月1日 この年度の入学生より、生活文化学科をライフデザイン総合学科に改組される[注 20]。
- 2014年
  - 1月 平成26年度大学入試センター試験参加短期大学の1校となる[55]。
- 2015年
  - 1月 平成27年度大学入試センター試験参加短期大学の1校となる[56]。
- 2016年
  - 1月 平成28年度大学入試センター試験参加短期大学の1校となる[57]。
- 2019年
  - 4月1日 ライフデザイン総合学科の入学定員を250→200に減員[注 21]。
- 2020年
  - 4月1日 以下の学科を増設する[注 22]。
    - 歯科衛生学科 入学定員80名[注 23]
- 2023年
  - 4月1日 以下の学科を増設する[3]
    - 医療事務総合学科 入学定員50名[注 24]

## 基礎データ

### 所在地
- 兵庫県西宮市御茶家所町6-42

### 交通アクセス
- 阪急神戸本線夙川駅、阪神本線香櫨園駅またはJR神戸線さくら夙川駅下車。

### 象徴
- ホームページほか右記資料も参照のこと[注 25]。

## 教育および研究

### 組織

#### 学科
- ライフデザイン総合学科 入学定員100名[3]
  - ビジネスキャリアコース
  - 英語コミュニケーションコース
  - ファッションビジネスコース
  - 建築・インテリアコース
  - 心理・福祉コース
  - アート＆Webデザインコース
  - スイーツ学・食文化コース
- 歯科衛生学科 入学定員80名[3]
- 医療事務総合学科 入学定員50名[3]

##### 過去にあった学科
- 秘書科 入学定員240名[注 26]

##### 取得資格について
受験資格
- 建築士
- 1999年度入学生までを対象に、旧・生活文化学科において中学校教諭二種免許状（家庭）が置かれていた[66] 。
- 当初は中学校教諭ほか高等学校教諭免許状（家庭）の教職課程を併設[注 27]

### 研究
- 『大手前女子短期大学研究集録』[70]
- 『大手前短期大学研究集録』[71]
- 『大手前女子短期大学・大手前文化学院研究集録』[72]

## 学生生活

### 部活動・クラブ活動・サークル活動
- 大手前短期大学のクラブ活動
  - 体育系：テニス・ゴルフ・ダンス・バスケットボール・ラクロス・バドミントン・エアロビクス・ハイキングほか
  - 文化系：茶華道・軽音楽・パソコン・ボランティア・美術・放送ほか

### 学園祭
- 大手前短期大学の学園祭は「大手前祭」と呼ばれ例年、11月に行われている。

### スポーツ
- 2008年度「西都秋季リーグ戦」において、準硬式野球部が創部史上最高の2位の成績を残している。

## 大学関係者と組織

### 大学関係者組織
- 大手前短期大学には「双葉会」と称した同窓会組織がある。

### 大学関係者一覧

#### 出身者
- 石川優子（シンガーソングライター。旧大手前女子短期大学卒）
- 前田由紀子（フリーアナウンサー。旧大手前女子短期大学卒）

## 施設

### キャンパス内
- A棟：本館
- B棟：美芸院、デザイン・造形美術技術実習棟
- CE棟：メディアライブラリーCELL
- C棟：聚学院、学生ラウンジMirou
- D棟：アートセンター
- E棟：e's Kitchen、ラーニングコモンズ、大学生協
- F棟：教員研究棟
- G棟：健身館
- L棟：健学院
- R棟：史学研究所
- T棟：通信教育部事務棟
- W棟：建築・芸術学部講義室など
- 清美館：学生・クラブ棟
- 共同研究棟

### 寮
- JUDY’S WEST：学生寮
- JUDY'S EAST：学生寮
- Goumen：男子寮

## 対外関係

### 他大学との協定

#### アメリカ
- アイダホ大学
- ウェスタンオレゴン州大学
- カリフォルニア州立大学
- エレベットコミュニティカレッジ
- チェメキタコミュニティカレッジ
- センテナリーカレッジ

#### カナダ
- マラスピーナ大学

### 系列校
- 大手前大学
- 大手前栄養学院
- 大手前製菓学院

## 社会との関わり
- 生涯学習講座

## 卒業後の進路について

### 編入学・進学実績
- 系列の大手前大学以外では以下の実績がある。
  - 生活文化学科&ライフデザイン総合学科：和歌山大学・梅花女子大学ほか
  - 秘書科：愛知大学・佛教大学・追手門学院大学・大阪産業大学ほか